# Puyvalador
Puyvalador (catalansk: Puigbalador) er en by og kommune i departementet Pyrénées-Orientales i Sydfrankrig.

## Geografi
Puyvalador ligger i Capcir 99 km vest for Perpignan. Nærmeste byer er mod syd Formiguères (5 km), mod sydvest Fontrabiouse (3 km) og mod sydøst Réal (4 km).

## Demografi

### Udvikling i folketal
| 1962                                                              | 1968 | 1975 | 1982 | 1990 | 1999 | 2007 | 2014 | 2017 |
| ----------------------------------------------------------------- | ---- | ---- | ---- | ---- | ---- | ---- | ---- | ---- |
| 81                                                                | 62   | 63   | 108  | 82   | 101  | 110  | 73   | 72   |
| Tal fra og med 1962 er uden dobbelttælling (sans doubles comptes) |      |      |      |      |      |      |      |      |